# 委内瑞拉军事学院
委内瑞拉军事学院（西班牙語：Academia Militar del Ejército Bolivariano）是一所于1810年9月3日由加拉加斯最高委员会的命令在委内瑞拉首都加拉加斯所成立的军事学院。